# جوزيف هيوم
جوزيف هيوم الحاصل على زمالة الجمعية الملكية (22 يناير 1777 - 20 فبراير 1855) كان جراحً اسكتلنديًا وعضوًا برلمانيًا متطرفًا.

## النشأة
وُلد ابنًا للربان جيمس هيوم في مونتروز، أنغوس، الذي توفي بعد فترة وجيزة. التحق بأكاديمية مونتروز، حيث كان يعرف جيمس مل الأكبر سنًا؛ ومنذ عام 1790، تدرب على يد الجراح والصيدلي المحلي، جون بيل.

## مهنتة الطبية
درس هيوم الطب في جامعة أبردين ثم جامعة إدنبرة. كان تحت رعاية عضو البرلمان، ديفيد سكوت. قبل أن يتأهل، قضى الخدمة في زمن الحرب طبيبًا جراحًا على متن السفينة إتش إم إس هاوك، ثم بقي على متن سفينة شرق إنديامان، هوب، لمدة 18 شهرًا. 
في عام 1799، أبحر هيوم إلى الهند، إذ رشحه جاكوب بوسانكويت من شركة الهند الشرقية البريطانية إلى الخدمة البنغالية. عمل بقرار منه طبيبًا على متن سفينة هوتون. بمجرد وصوله إلى هناك، تعين جراحًا في فوج السباهي السابع. اكتسب طلاقةً في اللغتين الهندستانية والفارسية، وعمل أيضًا مترجمًا ومفوضًا.
عشية الحرب الإنجليزية الماراثية الثانية، لفت هيوم انتباه اللورد ليك بابتكاره طريقة لإعادة الاستفادة من البارود الرطب. عند اندلاع الحرب، رافق الجنرال بيريغرين باول الذي سار من الله آباد إلى بوندلخاند. تولى مرةً أخرى مجموعة متنوعة من الأدوار خلال الحملة.

## العودة إلى المملكة المتحدة
في عام 1808، استقال هيوم من الجيش وعاد إلى المملكة المتحدة بثروة تبلغ نحو 40 ألف جنيه إسترليني. بين عامي 1808 و1811، سافر حول إنجلترا وأوروبا.
في عام 1818، انتُخب هيوم زميلًا في الجمعية الملكية، لكونه وفقًا لمرشحيه «ضليعًا بمختلف فروع المعرفة الهامة وخاصةً الكيمياء، ومختلف فروع الأدب الاستشراقي والآثار».

## الحياة السياسية

### وايمث
في عام 1812، حصل هيوم بمساعدة سبنسر برسيفال على كرسي في البرلمان ممثلًا وايمث في دورست، إنجلترا، بعد توفر شاغر نتيجة وفاة السير جون جونستون، البارونيت السادس. حصل على المنصب بقانون من ماسترتون أور، وانتُخب دون معارضة كداعم من حزب التوري لإدارة برسيفال. تم حل البرلمان في الانتخابات العامة في المملكة المتحدة عام 1812. رفض أور دعم هيوم بعد ذلك، وفي الواقع، عارضه كل من دوق كمبرلاند وفيكونت نيوآرك. مع ذلك، وقف هيوم في دائرة انتخابية مكونة من أربعة أعضاء، وحصل على صوتين فقط. كان منصاعًا للنظام في بعض المواقف، ولكن عند طرد بنيامين والش وتشريع حركة اللاضية، أظهر استقلالًا غير مقبول بالنسبة للدوق. أثار هيوم ضجة واتخذ إجراءً قانونيًا، ودُفع له 1,000 جنيه إسترلينيي لتعويض نفقات الانتخابات. 

## حملات هيوم

### المالية العامة
اعتاد هيوم على تحدي كل بند من بنود النفقات العامة وعرضها للتصويت. في عام 1820، تعين من قبل لجنة للإبلاغ عن حساب تحصيل الإيرادات الضريبية. ساعد في إلغاء صندوق أموال الاستهلاك. كان له الفضل في إضافة كلمة «تقليص» إلى البرنامج الراديكالي «السلام والإصلاح». أعيد طرح عملة غروت المعدنية أو الأربعة بنسات في عام 1836 في عهد الملك ويليام الرابع بناءً على اقتراح هيوم. عُرفت شعبيًا باسم «جوي»، نسبةً إلى اسم هيوم المسيحي، وطُرحت لتسهيل المعاملات على متن حافلات لندن، حيث كانت الأجرة أربعة بنسات أو قطعة غروت واحدة. نظرًا لأن آخر عملات الغروب سُكت في عام 1888، انتقل لقبها إلى عملة الثلاثة بنسات الفضية التي سُكت بعد ذلك التاريخ حتى عام 1941 (وهي آخر سنة إنتاج للاستخدام في بريطانيا).

### تنظيم العمل
أُلغي قانون الدمج 1799 وقانون الدمج التكميلي 1800 بموجب قانون دمج العمال لعام 1824، الذي روج له هيوم وراديكاليون آخرون، بما يتماشى مع مبادئ البنثامية بشأن التناغم الصناعي. حشد هيوم لجنة برلمانية بشأن هذه القضية، لدعم زميله الحِرفي فرانسيس بليس. تصاعدت الخلافات بشكل فوري. أدى قانون دمج العمال لعام 1825 بدعم من ويليام هوسكيسون إلى إلغاء الحق القانوني في الإضراب، وبقي هذا الأمر على حاله حتى سبعينيات القرن التاسع عشر.
تسبب هيوم في إلغاء القوانين التي تحظر تصدير الآلات، وقانون منع العمال من السفر إلى الخارج.

### الجيش
احتج هيوم على استخدام الجَلد في الجيش، وقدم أدلة أمام لجنة برلمانية في عام 1835 بناءً على الفترة التي قضاها وهو يعمل جراحًا في الجيش في الهند. كان يرى ضرورة تخصيص جزء من التحفيزات المالية المخصصة للجيش للجنود الذين ليست لهم رتب عسكرية، وهي فكرة عارضها دوق ويلينغتون بشدة بناءً على أسس اجتماعية.
بالإضافة إلى ذلك، شن حملة ضد تجنيد البحارة والسجن بسبب الديون.

## قاعة بيرنلي ووفاته
في عام 1824، اشترى هيوم عقار سومرتون في نورفك، شمال يارماوث العظيم، من ورثة البارونيت الأول، السير فيليب ستيفنز، وأطلق على منزله هناك اسم بيرنلي هول تيمنًا باسم زوجته قبل الزواج. أصبح هذا المنزل مقره، حيث توفي عام 1855 ودُفن إلى الشمال الشرقي من الكنيسة الرئيسية في مقبرة كينسال غرين في لندن بجوار صديقه ويليام ويليامز.

## عائلته
في عام 1815، تزوج هيوم ماريا بيرنلي، ابنة هاردين بيرنلي، وهو تاجر أمريكي ومدير شركة الهند الشرقية، وأخت ويليام هاردين بيرنلي. أنجبا ثلاثة أبناء وأربع بنات، من بينهم ألان أوكتافيان هيوم وماري كاثرين هيوم روثري. 
- توفي الابن الأكبر، جوزيف هنتلي هيوم، عام 1871 عن عمر 52 عامًا.[19]
- تزوجت ماريا بيرنلي (توفيت عام 1885) تشارلز غوبينز (توفي عام 1866) من الخدمة المدنية لشركة الهند الشرقية في عام 1843. كان نجل اللواء جوزيف غوبينز وزوجته شارلوت باثو. بعد أن تبنى تشارلز اسم عائلة والدته خلال ستينيات القرن التاسع عشر، غالبًا ما عُرفت باسم ماريا بيرنلي باثو. ساهمت بـ5,000 اقتباس في قاموس اللغة الإنجليزية الجديد.  [20][21][22][23][24]
- تزوجت الابنة الثالثة، إليانور، جون ستراتفورد رودني، نجل جون رودني، وأصبحت زوجته الثانية.[25]
- تزوجت شارلوت إيزابيلا عام 1848 ابن عمتها جورج بالفور، وكانت والدته سوزان أخت جوزيف هيوم.[26]